# Axiom Space
Axiom Space — американська компанія, яка займається космічним туризмом та космічними технологіями. 
Є робником модулів і компонентів орбітальних станцій зі штаб-квартирою в місті Х'юстон штату Техас, розташована поруч з Космічним центром Джонсона, яка планує створення перших комерційних модулів МКС і першої міжнародної комерційної космічної станції, і управління ними.
Заснована в 2016 році Мішелем Т. Суффредіні, колишнім главою програми МКС в НАСА, з Космічного центру Джонсона. Складається приблизно з 60 співробітників, в основному мають багатий досвід роботи в НАСА або у підрядників НАСА. У компанію входять тричі літавший на МКС астронавт НАСА Майкл Еладіо Лопес-Алегріа, а також командири Спейс Шаттлів Бретт Джент і Чарльз Болден.
Компанія співпрацює з багатьма провідними фірмами аерокосмічної галузі США, які мають досвід виготовлення декількох модулів МКС Boeing і європейською Thales Alenia Space, та іншими.

## Модулі та станція Axiom
У 2018 році, на замовлення компанії, французький дизайнер Філіп Старк, син аерокосмічного інженера і ентузіаст космонавтики, розробив дизайн інтер'єру майбутніх модулів станції Axiom.
27 січня 2020 НАСА оголосило, що вибрало компанію Axiom Space для розробки, побудови, запуску і стикування з МКС трьох великих модулів, які складуть «сегмент Axiom». Перший модуль планується запустити в 2024 році і пристикувати до переднього порту модуля «Гармонія», що потребуює переміщення гермоадаптерів PMA-2 і IDA-2. До цього вузлового модуля компанія планує пристикувати два інших: другий буде використовуватися для проживання, третій - для досліджень і виробництв. Коли проект МКС буде закритий, Axiom Space планує підключити до своїх модулів незалежну енергетичну платформу, відстикувати їх і використовувати як комерційну космічну станцію.
У модулях плануються високошвидкісний Wi-Fi, інтер'єрні відеопанелі і прозорий купол, який компанія називає «найбільшим вікном з коли-небудь створених для космосу».
Компанія планує організацію тренувань для комерційних космонавтів, співпраця з державними та приватними партнерами в організації космічного туризму. Квитки на 8-денне відвідування МКС плануються за ціною в 55 мільйонів доларів США; пакет включатиме 15-тижневу підготовку на Землі. Польоти з космічними туристами планується здійснювати 2-3 рази в рік. На 2020 рік в портфелі компанії вже є підписаний контракт на відвідування МКС і кілька потенційних замовників, з якими ведуться переговори.
На 2020 рік компанія почала готувати свій перший політ до МКС.

## Бізнес-план

### Пілотований космічний політ
«Axiom Space» планує надавати послуги космічного польоту людини особам, корпораціям та космічним агенціям. Місії до Міжнародної космічної станції пропонує компанія Axiom з 10-денною місією, що включає 15 тижнів навчання. Окрім навчань, Axiom Space заявляє, що пакет включатиме планування місій, розробку обладнання, життєзабезпечення, медичну підтримку, забезпечення екіпажу, сертифікацію обладнання та безпеку, операції на орбіті та управління місією.
Клієнти Axiom Space будуть на орбіті Землі разом з національними космонавтами країн-членів МКС, приєднавшись до короткого списку людей, щоб побачити Землю з космосу та відчути ефект огляду. Місії продовжуватимуться на більш тривалі періоди часу, залежно від фокусу космічного польоту. NASA заявляє, що інші космічні агенції будуть купувати місії на МКС, оскільки фокус космічного польоту НАСА людини переміщується на Місяць, Марс і глибше в Сонячну систему. 
Щоб захопити ринок пілотованих космічних польотів, компанія Axiom позиціонує себе як повноцінний постачальник місій на національному рівні, який після виходу на ринок МКС перейшов з МКС на даний момент до комерційної станції Axiom. SpaceX є підтвердженим транспортним партнером для Axiom, а CST-100 Starliner від Boeing також може запустити приватних та професійних космонавтів для Axiom. Суфреддіні, генеральний директор компанії, визнає досвід своєї команди в космічному польоті людини як ключовий фактор для того, щоб бути кваліфікованим пропонувати місії зі старшими керівниками, які беруть участь у кожній місії МКС з моменту створення.
У червні 2020 року адміністратор NASA Джим Бриденстін згадав у подкасті, що Axiom Space бере участь у зйомках фільму про Тома Круза на МКС. Раніше повідомлялося, що SpaceX буде транспортним партнером для місії.

### Космічні дослідження та виробництво
Історично більшість космічних досліджень здійснювалися в Національній лабораторії МКС, яка має місію здійснювати наукові дослідження в галузі наук про життя, фізичні науки, розвиток технологій та дистанційного зондування для широкого кола організацій на орбіті. Axiom планує використовувати деякі цінні відкриття Національної лабораторії МКС та розвивати свою діяльність з комерційним ухилом. На сьогоднішній день сотні компаній направили різні проекти на МКС для досліджень.
На низькій орбіті Землі слабкіші гравітаційні сили дозволяють створювати новинки, які неможливо повторити на Землі. Джим Бріденстінта інші лідери зазначили прориви у виробництві матеріалів, таких як оптоволокна для передачі даних та кристалізація білка в біотехнології. Наукові спостереження таких дослідницьких областей, як горіння, конвекція, седиментація, динаміка рідини та матеріалознавство показують, як звичайні наземні дослідження перетворюються на голову в мікрогравітації. Для нових досліджень в галузі нанотехнологій, виробництва добавок, та використання in situ досліджень знадобиться використовувати лабораторії на орбіті для проведення експериментів.
ISS National Lab довела, що відсутність сили тяжіння в звичайних виробничих процесах продемонструвало перспективу і стане ключовою складовою комерційної космічної станції Axiom. Axiom планує вперше запустити місії в Національній лабораторії МКС, до того, як модулі Axiom будуть зібрані в середині 2020-х. Компанія Axiom планує комерційно розширити космічну науково-дослідну та виробничу екосистему і найняла лідерів Національної лабораторії ISS та інших організацій. Інші компанії, що спільно займаються майбутнім виробництвом у космосі, включають NanoRacks, Made in Space та Space Tango.

## Програми Axiom Space

### Місія Axiom Space Crew Dragon
Місія Axiom Space Crew Dragon — це місія SpaceX Crew Dragon для приватних космонавтів до Міжнародної космічної станції. У березні 2020 року було оголошено, що SpaceX та Axiom Space підписали угоду про першу комерційну місію на МКС, заплановану на кінець 2021 року. Було заплановано, що місія триватиме 10 днів і запускатиметься з LC-39A в космічному центрі Кеннеді..
- SpaceX Axiom Space-1 — перша місія, яка була запущена 8 квітня 2022 року. SpaceX здійснила успішний запуск ракети Falcon 9 з кораблем Crew Dragon, на борту якого знаходяться троє туристів (громадяни США, Канади та Ізраїлю) і один астронавт. Приватна місія Axiom-1 стала першим в історії туристичним космічним польотом на Міжнародну космічну станцію. Falcon 9 стартувала 8 квітня 2022 року з космодрому імені Дж. Кеннеді на мисі Канаверал (штат Флорида). Цей проект здійснюється на замовлення компанії Axiom Space[12]. 9 квітня 2022 року пілотований космічний корабель Crew Dragon з першим повністю комерційним екіпажем на борту успішно пристикувався до Міжнародної космічної станції. Члени екіпажу корабля перейшли на борт станції, де вони пробудуть вісім днів[13].
- Axiom Mission 2 — друга місія, яка була запущена 21 травня 2023 року. На борту перебували колишня астронавтка NASA Пеггі Вітсон як командир корабля, а також Джон Шоффнер, Алі Аль-Карні та Райян Барнаві.
- Axiom Mission 3 — третя комерційна місія, яка була запущена 18 січня 2024 року.
- Axiom Mission 4 — четверта комерційна місія, яка була запущена 25 червня 2025 року. На борту перебували колишня астронавтка NASA Пеггі Вітсон як командир корабля, а також Шубханшу Шукла, Славош Узнаньський, Тибор Капу.

### Місія Axiom Space Station
Попередньо запуск перших комерційних модулів Axiom Space для МКС заплановані на 2024 рік. Повністю автономною станція Axiom Space повинна стати в 2028 році.

### Орбітальна студія для виробництва розважального контенту
Компанія Space Entertainment Enterprise (S.E.E), що співпродюсує майбутній космічний фільм Тома Круза, анонсувала створення спортивної арени та виробничої студії в умовах невагомості. 
Модуль SEE-1 призначений для створення фільмів, телепередач, музичних та спортивних заходів, а також для митців, продюсерів та креативників, які хочуть створювати контент на низькій орбіті в умовах мікрогравітації. Тут можна буде виробляти й записувати контент, а також транслювати його у прямому ефірі.
Будівництво модуля космічної станції буде здійснювати  Axiom Space. Модуль буде стикуватися з Axiom Space Station, де будуть розміщені інші комерційні підприємства, у тому числі із космічного туризму.